# Ian Blair
Ian Warwick Blair, baron Blair de Boughton, né le 19 mars 1953 à Chester (Cheshire) et mort le 9 juillet 2025, est un officier de police britannique, anobli avec le titre de baron. Il fut directeur (commissioner) de la Police métropolitaine de Londres, dite « Scotland Yard ».

## Biographie
Ancien élève de Christ Church, Oxford, Ian Blair entre au Yard en 1974. Il est anobli par Élisabeth II en 1993. Il succède à John Stevens au poste de directeur du New Scotland Yard en janvier 2005, dont il était l'adjoint depuis 2000. Il est confronté aux attentats de Londres de juillet 2005 et à la mort de Jean Charles de Menezes.
Il démissionne en octobre 2008 sous la pression du maire de Londres, Boris Johnson, qui lui reproche son manque de leadership.
Il est remplacé à son poste par Paul Stephenson, 
Il n'a pas de lien de parenté avec Tony Blair.
Chevalier, il est fait baron Blair de Boughton, dans le comté de Cheshire, le 20 juillet 2010 dans la pairie du Royaume-Uni.
Le 11 juillet 2025, BBC News et d'autres médias, dont le site de la Metropolitan Police, annoncent son décès, survenu le 9 juillet 2025, à l'âge de 72 ans,.